# Gacan Libaax
Der Berg Gacan Libaax ist die höchste Erhebung in der Region (gobolka) Togdheer in Somalia und einer der 10 höchsten Gipfel in Somalia. Er ist 2008 m hoch. Er befindet sich im Somali-Hochland in Nord-Somalia, südlich von Mijacaseeye. Der Gacan Libaax liegt auf dem Gebiet des international nicht anerkannten Somaliland, bzw. Puntland

## Geographie
Der Berg gehört zum Gebirgszug der Buuraha Garbaddiir. Er liegt unweit der Grenze zur Region Woqooyi Galbeed.